# Kreis Eisenach
De Kreis Eisenach was een kreis in de Duitse Democratische Republiek. De kreis bestond tussen 1952 en 1994 en maakte deel uit van de Bezirk Erfurt en aansluitend van het Land Thüringen na de Duitse hereniging. Kreisstadt was Eisenach.

## Geschiedenis
Op 25 juli 1952 vond er in de DDR een omvangrijke herindeling plaats, waarbij onder andere de deelstaten werden opgeheven en nieuwe Bezirke werden gevormd. De kreis ontstond bij deze herindeling uit het noordelijke deel van de toenmalige Landkreis Eisenach, de stad Treffurt en enkele gemeenten rondom die deel uitmaakten van de Landkreis Mühlhausen. Bestuurlijk werd de kreis bij de Bezirk Erfurt ingedeeld.
Op 17 mei 1990 werd de kreis in Landkreis Eisenach hernoemd. Bij de Duitse hereniging later dat jaar werd de landkreis onderdeel van het nieuw gevormde Land Thüringen. Vier jaar later, op 1 juli 1994, vond er een herindeling in Thüringen plaats, waarbij de kreis werd opgeheven en samengevoegd met Bad Salzungen en een aantal gemeenten uit de Landkreis Langensalza samengevoegd tot de Wartburgkreis.

## Referentie
1. ↑  Gesetz über die Selbstverwaltung der Gemeinden und Landkreise in der DDR (Kommunalverfassung) vom 17. Mai 1990[dode link]

Apolda · 
Arnstadt · 
Eisenach · 
Erfurt (stadtkreis) · 
Erfurt-Land · 
Gotha · 
Heiligenstadt · 
Langensalza · 
Mühlhausen · 
Nordhausen · 
Sömmerda · 
Sondershausen · 
Weimar (stadtkreis) · 
Weimar-Land · 
Worbis